# Туризм в Смоленской области
Туризм в Смоленской области представляет собой отрасль экономики Смоленской области.
К основным достопримечательностям Смоленской области относятся: Смоленский государственный музей-заповедник, Смоленское Поозёрье, музей-заповедник семьи Грибоедовых Хмелита, историко-художественный заповедник Талашкино, мемориальный комплекс «Катынь», усадьба Михаила Ивановича Глинки Новоспасское, зона отдыха Красный Бор.
Число профессиональных театров — 3, музеев — 33, санаторно-курортных организаций и организаций отдыха — 20. Ежегодно Смоленскую область посещают около 20 тысяч туристов. Общее количество посетивших составляет в 2011 году 221 тыс. человек.

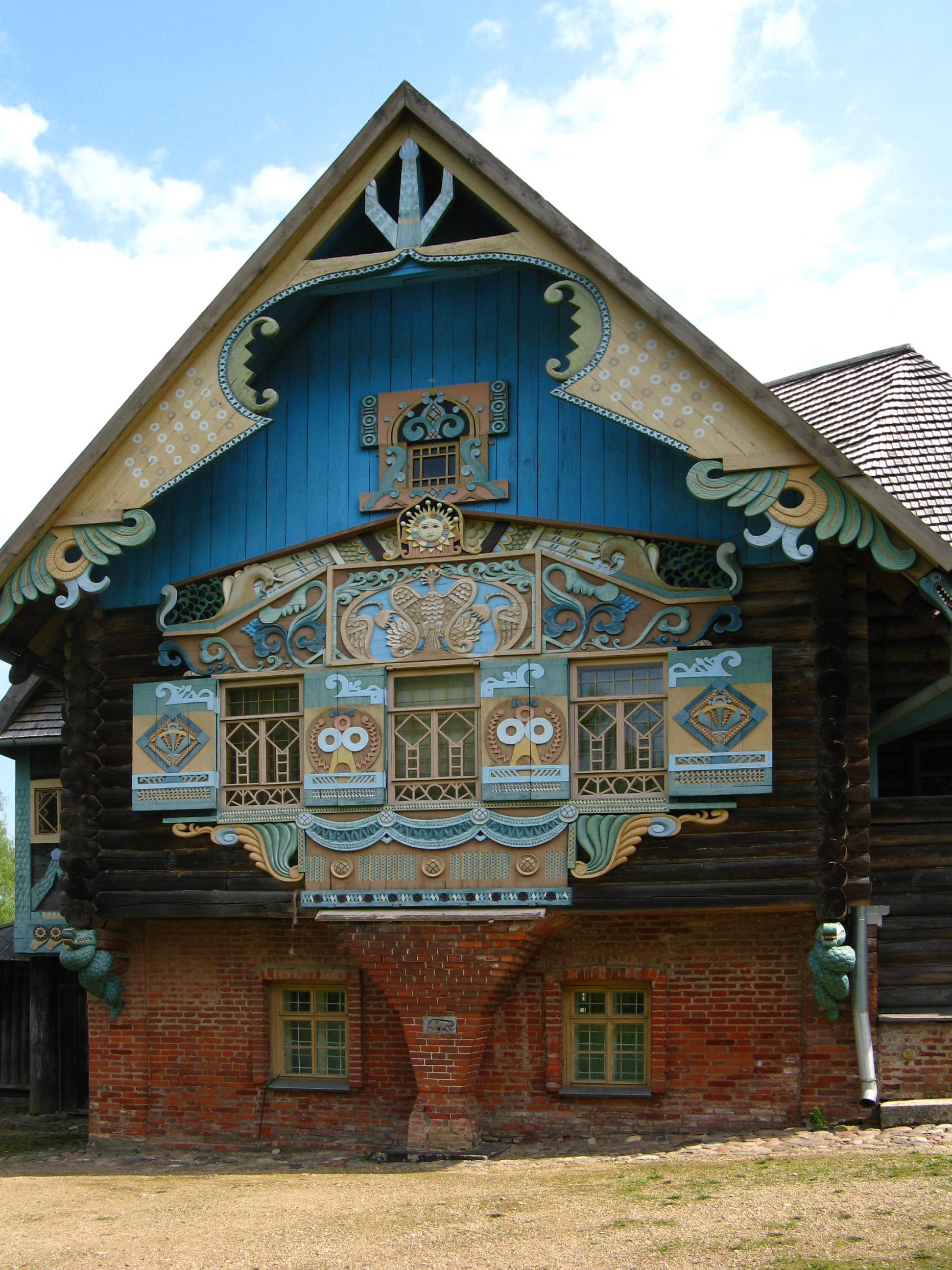
Усадьба М.К. Тенишевой во Флёново
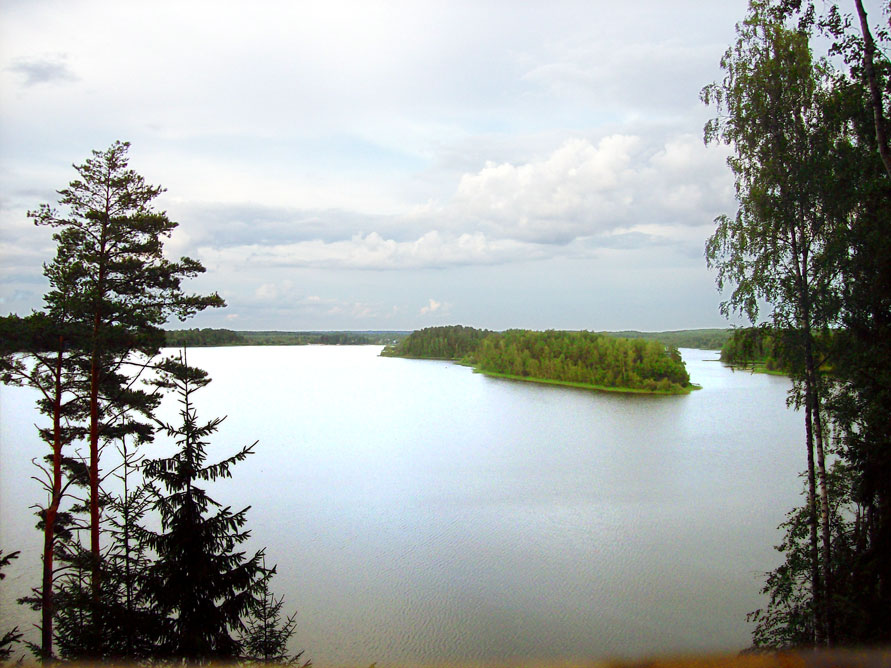
Острова в Смоленском Поозёрье

Проводится ежегодный туристский фестиваль «Соловьёва переправа», историческая реконструкция событий 1812 года «Битва при Лубино», фестиваль кино «Золотой Феникс» (с 2007 года), Всероссийский музыкальный фестиваль имени М. И. Глинки (с 1957 года), молодёжный турфестиваль «Потёмкинские забавы». На автодроме «Смоленское кольцо» проходят кузовные автогонки.